# Alexander Billmeyer

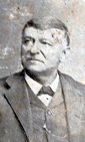
Alexander Billmeyer

Alexander Billmeyer (* 7. Januar 1841 in Liberty, Montour County, Pennsylvania; † 24. Mai 1924 bei Washingtonville, Pennsylvania) war ein US-amerikanischer Politiker. In den Jahren 1902 und 1903 vertrat er den Bundesstaat Pennsylvania im US-Repräsentantenhaus.

## Werdegang
Alexander Billmeyer besuchte die öffentlichen Schulen seiner Heimat und arbeitete danach in der Landwirtschaft sowie in der Holzbranche. Außerdem wurde er im Bankgewerbe tätig. Dabei wurde er einer der Direktoren der National Bank in Washingtonville. Politisch schloss er sich der Demokratischen Partei an.
Nach dem Tod des Abgeordneten Rufus King Polk wurde Billmeyer bei der fälligen Nachwahl für den 17. Sitz von Pennsylvania als dessen Nachfolger in das US-Repräsentantenhaus in Washington, D.C. gewählt, wo er am 4. November 1902 sein neues Mandat antrat. Da er bei den regulären Kongresswahlen des Jahres 1902 nicht mehr kandidierte, konnte er bis zum 3. März 1903 nur die laufende Legislaturperiode im Kongress beenden.
Nach dem Ende seiner Zeit im US-Repräsentantenhaus arbeitete Alexander Billmeyer vor allem in der Landwirtschaft. Er starb am 24. Mai 1924 nahe Washingtonville.